# AMR (entreprise)
Pour les articles homonymes, voir AMR.
AMR Corporation (NYSE : AMR) est un des plus grands groupes de transport aérien des États-Unis. Cette holding contrôle notamment les compagnies aériennes American Airlines, American Eagle Airlines et Executive Airlines.
Formée en 1982, dans le cadre de la réorganisation d'American Airlines, son nom dérive d'American Airlines. En plus de American Airlines, AMR détient TWA Airlines LLC (anciennement Trans World Airlines) et Regional Airlines American Eagle Airlines, Successeur de Simmons Airlines, et Executive Airlines par voie de AMR Eagle Holdings Corporation.
Le 14 février 2013, US Airways et AMR ont décidé de fusionner leurs activités après des tractations dans ce sens devenues publiques depuis plusieurs mois. Le groupe prendra comme nouveau nom celui de American Airlines, il devrait avoir une capitalisation d'environ 11 milliards de $, un chiffre d'affaires de 39 milliards de $ et une flotte de 1 500 appareils. La fusion réalisée en totalité en actions, devrait permettre aux actionnaires d'AMR de détenir de 72 % du nouveau groupe. Le siège de la nouvelle entité devrait être à Dallas-Fort Worth, au Texas, où était le siège d'AMR,,.

## Filiales
- American Airlines
  - AA Real Estate Holding[5]
  - Admirals Club, Inc.[5]
  - American Airlines de Mexico, S.A[5].
  - American Airlines de Venezuela, S.A[5].
  - American Airlines Marketing Services LLC[5]
  - American Airlines Realty (NYC) Holdings, Inc[5].
  - American Airlines Vacations LLC[5]
  - American Aviation Supply LLC[5]
  - Packcall Limited[5]
  - Texas Aero Engine Services, L.L.C, dba TAESL[5]
- AMR Eagle Holding Corporation[6]
  - American Eagle Airlines Inc.
  - Eagle Aviation Services[5]
  - Executive Airlines Inc.
- AMR possède 20 % de Aeroperlas[7]